# یواس‌اس تراکستن (۱۸۴۲)
یواس‌اس تراکستن (۱۸۴۲) (به انگلیسی: USS Truxtun (1842)) یک کشتی بود که طول آن ۱۰۲ فوت ۶ اینچ (۳۱٫۲۴ متر) بود. این کشتی در سال ۱۸۴۲ ساخته شد.